# Décembre 1784

## Événements

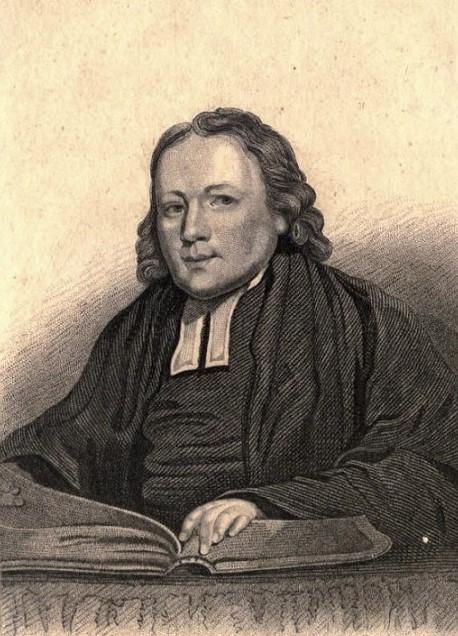
Thomas Coke

- 4 décembre : en Inde, le chef marathe Mahdaji Sindhia profite de la situation confuse pour se faire accorder par l’empereur moghol le titre de « grand régent » (wakil-i mutlaq)[1]. Il est de fait le détenteur du pouvoir ; il confie au général Benoît de Boigne, un Savoyard, le soin de moderniser et de diriger son armée. Celui-ci défait successivement plusieurs rajahs rajputs, puis des chefs marathes. Mahadji Sindhia domine alors l’Inde du Nord. Il meurt en 1795.

- 27 décembre : le Révèrend Thomas Coke a été envoyé par John Wesley pour former une église méthodiste américaine indépendante. Ce jour, Thomas Coke ordonne des diacres et des prêtres et consacre l'évêque d'Asbury.

## Naissances
- 1er décembre : Castil-Blaze, critique musical et compositeur français († 11 décembre 1857).
- 26 décembre : Johan Stephan Decker, peintre français († 25 juin 1844).

## Décès
- 11 décembre : Anders Lexell (né en 1740), astronome et mathématicien suédois-russe.
- 13 décembre : Samuel Johnson, poète, critique, essayiste et lexicographe britannique (1709-1784).
- 14 décembre : Henry d'Arles, peintre français (° 14 septembre 1734).
- 26 décembre : Otto Friedrich Müller (né en 1730), zoologiste danois.